# Анево
Анево (болг. Анево) — село в Болгарии. Находится в Пловдивской области, входит в общину Сопот. Население составляет 1111 человек.

## Политическая ситуация
В местном кметстве Анево, в состав которого входит Анево, должность кмета (старосты) исполняет Марин Вылков Лилов (независимый) по результатам выборов.
Кмет (мэр) общины Сопот — Веселин Петров Личев (инициативный комитет) по результатам выборов.